# Dailius Juozapas Mišeikis
Dailius Juozapas Mišeikis (* 1943; † März 2010
in Vilnius) war ein litauischer Unternehmer, Finanzmanager und einer der Großaktionäre der litauischen Investment- und Private Equity-Gesellschaft Invalda, sowie deren Berater (seit 2006) und ehemaliger Vizepräsident.

## Ausbildung, Forschung
1968 absolvierte Mišeikis das Diplomstudium der Wirtschaftswissenschaften an der Universität Vilnius. Von 1967 bis 1991 arbeitete er als wissenschaftlicher Mitarbeiter, stellvertretender Direktor am Institut für Experimentelle und klinische Medizin. Von 1991 bis 1992 war er Beamter am Ministerium für internationale Wirtschaftsbeziehungen Litauens.

## Karriere
Von 1992 bis 1998 arbeitete Mišeikis als Direktor für Immobilien der vorläufigen Investmentgesellschaft KIB „Invalda“. Von 1998 bis 2006 war er deren Vizepräsident der AB Invalda. Mišeikis saß ab 2002 bis 2006 auch im Vorstand der Gesellschaft.
Mišeikis war Vorstandsvorsitzende von UAB „Broner“, UAB „Wembley – Neringa“, UAB „Aikstentis“ und Vorstandsmitglied litauischer Unternehmen wie AB Vilniaus baldai, AB FMĮ Finasta, AB Valmeda, AB Sanitas, AB Umega,  UAB Hidroprojektas, AB Invaldos nekilnojamojo turto fondas, AB Minija; außerdem fungierte Mišeikis auch als Aufsichtsratsvorsitzender der AB Vernitas.
Mišeikis verwaltete 27,86 % Aktien von Invalda (15,09 % Aktien wurden der Tochter Indrė Mišeikytė überlassen).  Einen kleinen Teil der Aktien hatte auch andere Tochter  Greta Mišeikytė Myers. 25,52 % Aktien erbte nach dem Tod von Mišeikis seine Frau Irena Ona Mišeikienė.
2006 war Mišeikis nach Angaben des litauischen Magazins  „Veidas“ auf Platz 19 in der Liste der reichsten Litauer.